# Les Verrières-Douzaines
Les Verrières-Douzaines ou Les Verrières-d'Onzaine est une ancienne commune française du  département des Vosges en région Grand Est. Elle est rattachée à celle de Hadigny en 1843 pour former la commune de Hadigny-les-Verrières.

## Toponymie
Mentions anciennes : Les Verrieres d'Onzenes (1710), Les Verreries d'Onzaines (1751), Onzaines ou les Verreries d'Onzaines (1779), Communauté des Verrières d'Onzaines (1790), Les Verrières d'Onzaine (an II), Verrieres Douzaine (1793), Les Verrières-Douzaines (1801),.
Les Verrières tirent leur nom des verreries qui existaient au XVIIIe siècle dans le canton d'Onzaines.

## Histoire
Avant 1793, les Verrières étaient la propriété du comte de Vierme ; ce seigneur y entretenait une chapelle dédiée à saint Nicolas, il n'en reste plus rien en 1845.
Près de la chaussée d'un ancien étang, les ruines d'un moulin sont visibles en 1845 ; cet étang était alimenté par les eaux du Maurupt.
Une loi du 22 juillet 1843 a autorisé la réunion des communes des Verrières-d'Onzaine et de Hadigny en une seule, qui a pris le nom de Hadigny-les-Verrières.

## Démographie
| 1793 | 1800 | 1806 | 1821 | 1831 | 1836 | 1841 |
| ---- | ---- | ---- | ---- | ---- | ---- | ---- |
| 41   | 50   | 38   | 47   | 41   | 44   | 45   |